# Glenea viridicuprea
Glenea viridicuprea là một loài bọ cánh cứng trong họ Cerambycidae.